# Strada statale 103 di Val d'Agri
La strada statale 103 di Val d'Agri (SS 103) è un'ex-strada statale italiana.

## Storia
La strada statale 103 venne istituita nel 1928 con il seguente percorso: "Innesto con la n. 19 presso Montesano - Moliterno - Corleto Perticara - Craco - Stazione di Montalbano Ionico."
In seguito al decreto legislativo n. 112 del 1998, dal 2001 la strada è stata declassata.
Il tratto campano della SS 103 è stato declassato in:
- Strada Regionale 103/a Innesto SS 19-Bivio SP 51-Innesto ex SS 276-confine provincia
- Strada Regionale 103/b Innesto SR 103(km 19+000)-confine provincia

La gestione e la manutenzione è affidata alla Provincia di Salerno.